# Elecciones presidenciales de Argelia de 2019
Las elecciones presidenciales de Argelia de 2019 fueron realizadas el 12 de diciembre de 2019 después de varios aplazamientos. Inicialmente estaban previstas para el 18 de abril de 2019 con la candidatura de Abdelaziz Bouteflika para un quinto mandato presidencial. Pero las protestas a gran escala llevaron al presidente saliente, enfermo desde hace varios años, a retirar su candidatura y posponer la elección indefinidamente . El desafío continuó y Bouteflika renunció a la presidencia el 2 de abril de 2019. Asumió la presidencia de manera interina Abdelkader Bensalah y anunció la convocatoria de elecciones para el 4 de julio de 2019. El 1 de junio el Consejo Constitucional pospuso las elecciones sine die. En septiembre de 2019, mientras continúan las protestas se convocaron de nuevo las elecciones para el 12 de diciembre de 2019 a iniciativa del ejército. 

## Contexto

### Manifestaciones en contra una quinta candidatura de Bouteflika

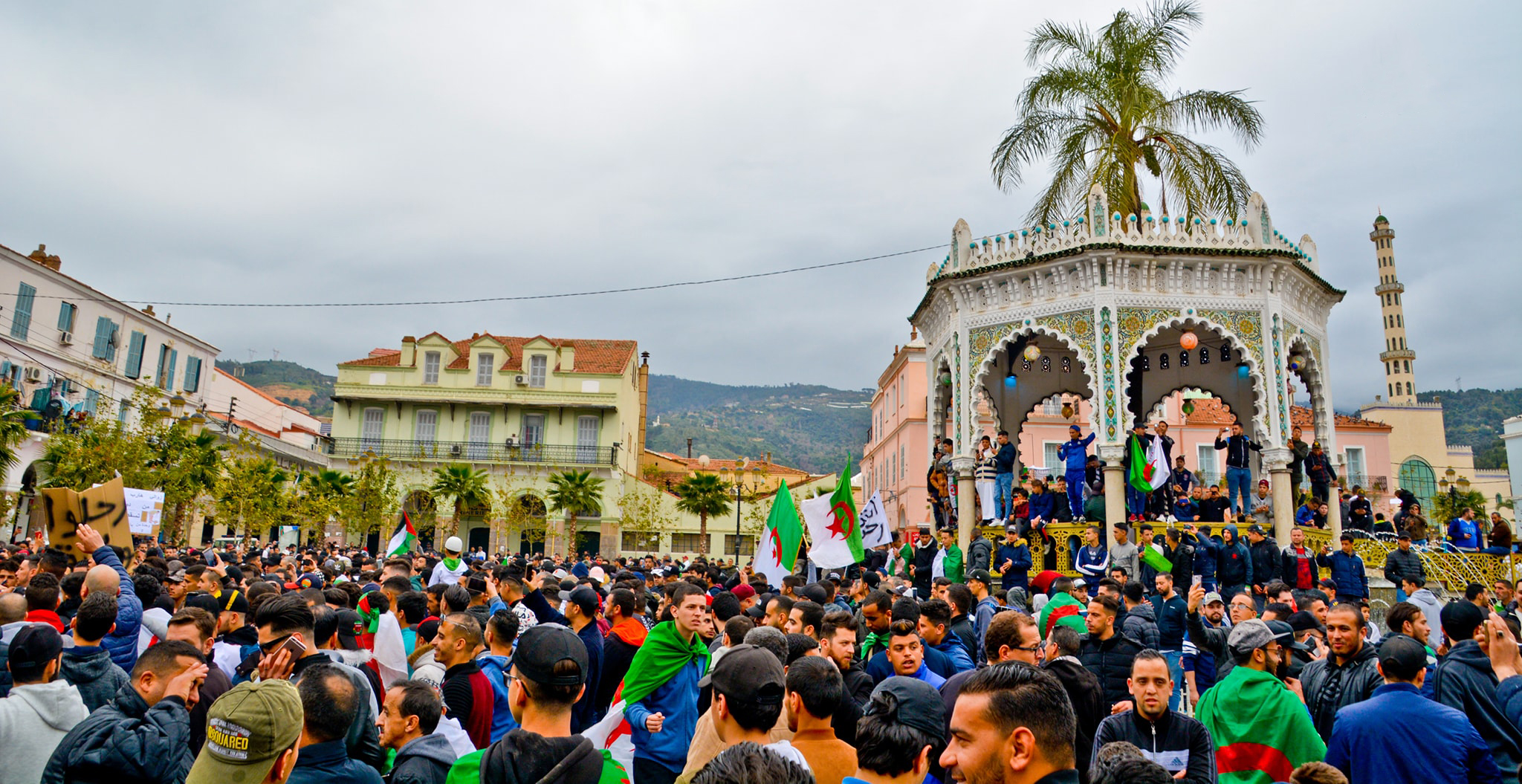
Manifestantes 10 de marzo de 2019 en Blida

El anuncio de la candidatura de Abdelaziz Bouteflika para un quinto mandato a pesar de no poder hacer campaña por su estado de salud, algo que ya pasó en 2014, provocó manifestaciones en las principales ciudades de Argelia, y en países donde la inmigración argelina es significativa. La campaña oficial comienza tres semanas antes de la primera vuelta. Una carta leída en nombre del candidato Abdelaziz Bouteflika para un quinto mandato especifica que, en caso de reelección, el mandato se acortaría después de celebrar una conferencia nacional tras las elecciones. Se presenta una solicitud en su nombre mientras se producen protestas sin precedentes en el país para oponerse a esta quinta candidatura.
El 11 de marzo de 2019, el presidente Bouteflika, el día después de un regreso a Argelia tras dos semanas de hospitalización en Suiza, anunció la retirada de su candidatura y el aplazamiento de las elecciones a una fecha indefinida. Mantiene sin embargo que su salida del poder se realizará con la convocatoria de una "conferencia nacional" destinada a reformar el sistema político y redactar una constitución sometida posteriormente a referéndum. Según el Gobierno, este trabajo podría extenderse hasta finales de 2019.
La noticia de esta no candidatura desencadena la celebración de los sectores críticos, la ausencia de una fecha para las elecciones presidenciales que conduzca a la extensión de la presidencia de Bouteflika más allá del vencimiento de su cuarto mandato fijado el 28 de abril 2019. El periódico El Watan titula y "Anula las presidenciales pero continúa en el poder: la última "ruse" de Bouteflika". Varios analistas y opositores consideran que esta decisión es inconstitucional y exigen una movilización continua.

### Dimisión de Bouteflika e interinazgo de Bensalah
El 26 de marzo de 2019, el General Ahmed Gaïd Salah, Jefe de Estado Mayor del Ejército y Viceministro de Defensa, solicita la aplicación del Artículo 102 de la Constitución que prevé el impedimento del Presidente de la República . Finalmente, después de que el ejército reclamó su salida inmediata del poder, Abdelaziz Bouteflika dimitió el 2 de abril.
Según la Constitución, el Presidente del Consejo de la Nación, Abdelkader Bensalah, se convierte en Jefe de Estado en funciones, después de un período de incertidumbre: el Parlamento, que es quien debía nombrarlo, se reunió una semana después, mientras que los manifestantes se oponían con firmeza a que Bensalah asumiera el poder considerándolo un "cacique" del régimen vigente. Se establece que el periodo de transición no puede ser mayor a los noventa días, tiempo en el cual deben organizarse elecciones presidenciales. Abdelkader Bensalah se compromete a celebrar una votación "transparente y regular"  y anuncia, justo después de su nombramiento provisional, que las elecciones se llevarán a cabo el 4 de julio de 2019
Después de este anuncio, las protestas continúan exigiendo la dimisión de Bensalah y del primer ministro Noureddine Bedoui y el establecimiento de una transición. 
El 1 de junio de 2019 las elecciones se posponen de nuevo de manera indefinida por el Consejo constitucional. Según Le Point, se menciona la fecha del 31 de octubre.
El 2 de septiembre, Gaïd Salah establece la convocatoria del cuerpo electoral el 15 de septiembre. Sin embargo, rechaza una modificación total de la ley electoral. El 15 de septiembre Bensalah anuncia las elecciones para el 12 de diciembre. El 26 de septiembre, el jefe del ejército anuncia el despliegue total de las fuerzas de seguridad para permitir la realización de las elecciones.

## Sistema electoral
El Presidente de la República es elegido por sufragio universal directo, por un período de cinco años por el sistema de segunda vuelta electoral. Desde la revisión constitucional de 2016, el Presidente de la República es reelegible solo una vez. El artículo 102 de la Constitución prohíbe la aparición del Jefe de Estado en funciones
Si ningún candidato obtiene 50+1% de los votos, se realiza una segunda vuelta entre los candidatos más votados de la primera que debe ser realizada quince días después de la proclamación de resultados por el Consejo Constitucional. 

### Cambio
En septiembre de 2019, la mesa de diálogo propone el establecimiento de un organismo para la organización de elecciones, la supresión de patrocinios de funcionarios electos, la reducción del número de patrocinios de ciudadanos de 60,000 a 50,000, y requisito para que los solicitantes sean graduados de la universidad. Otras condiciones incluyen haber alcanzado la edad de 40 años y la de tener la nacionalidad argelina. Los proyectos de ley son aprobados el 13 de septiembre por el Parlamento. Para justificar su establecimiento, a pesar de que no está previsto en la revisión constitucional argelina de 2016, que estableció solo un alto órgano independiente de supervisión de elecciones (Hiise) y no una comisión electoral, los miembros del tribunal se basan en los artículos 7, 8, 9 y 11 de la Ley Fundamental. En abril de 2019, Fouad Makhlouf, jurista y secretario general de Hiise, considera que dicha comisión electoral es inconstitucional. En septiembre de 2019, en la misma línea, juristas y expertos constitucionales denuncian procedimientos fallidos, una adopción demasiado rápida por parte del Parlamento, el aspecto inconstitucional de la comisión y el requisito de un título universitario.

### Proceso
| 15 de septiembre de 2019 | Convocatoria del electorado por el Jefe de Estado interino.                        |
| 26 de octubre de 2019    | Fecha límite para la presentación de solicitudes.                                  |
| 3 de noviembre de 2019   | Validación y publicación de la lista de candidaturas por el Consejo Constitucional |
| 13 de noviembre de 2019  | Apertura de la campaña electoral.                                                  |
| 9 de diciembre de 2019   | Fin de la campaña electoral.                                                       |
| 12 de diciembre de 2019  | Primera vuelta                                                                     |

El 6 de octubre de 2019, Mohamed Charfi, presidente de la Autoridad Electoral Nacional Independiente (ANIE), anunció que 128.000 personas se inscribieron en las listas electorales y que 40.000 fueron eliminadas por fallecimiento. Como resultado de una apelación, se prevé una extensión de este período. Se renueva así del 12 al 17 de octubre. El 14 de octubre, se modifican los términos de aprobación del patrocinio. Por lo tanto, el ciudadano que patrocina al candidato debe firmar frente a agentes autorizados y no miembros de un partido de un candidato. Al día siguiente, ANIE es incautada de supuestos casos de compras de patrocinio. El 19 de octubre, ocho personas fueron arrestadas por tráfico de firmas en Souk Ahras.

## Reacciones y llamamientos al boicot

### Primer proceso electoral
Tras la confirmación de la candidatura de Bouteflika, el 3 de marzo y la retirada de varios candidatos de la oposición, incluidos Ali Benflis y Louisa Hanoune, la oposición, reunida en la sede del Frente de Justicia y Desarrollo, hace un llamamiento a los candidatos a retirarse de las elecciones
El 11 de marzo, jueces y abogados protestan contra la candidatura de Bouteflika.

### Segundo proceso electoral
El Club de Magistrados anuncia el 13 de abril que tiene la intención de boicotear la supervisión de las elecciones.  El exjefe de gobierno Ahmed Benbitour indica el 15 de mayo de 2019 que no participará en las elecciones del 4 de julio y propone "un periodo de transición que deberá dar lugar a una hoja de ruta para una salida de la crisis, la designación de un gobierno de transición y la definición de modalidades de organización de unas elecciones presidenciales regulares. El politólogo argelino Mohamed Hennad cree que "hay un rechazo general de estas elecciones, ya sea por parte de los manifestantes, muchos presidentes de las APC como por parte de magistrados que se niegan a dar fe a unas elecciones solo podrán ser fraudulentas dada la situación actual"r la fianza a una elección que no puede celebrarse. que fraudulento en el estado actual de las cosas.
El 18 de mayo de 2019, el exministro y presidente de la LADDH, Ali Yahia Abdennour, el exministro de Relaciones Exteriores Ahmed Taleb Ibrahimi y el exministro y general retirado Rachid Benyelles emitieron un comunicado en el que piden indirectamente a las autoridades, especialmente al viceministro de Defensa, Ahmed Gaïd Salah, posponer las elecciones del 4 de julio, en el marco de un diálogo con "figuras representativas del movimiento popular" de protesta para encontrar un solución consensuada a la crisis. Consideran que "la situación de bloqueo a la que asistimos por el mantenimiento de la fecha del 4 de julio no hará más que retrasar la llegada inevitable de una nueva República". El 19 de mayo, el exministro y presidente del partido Talaie El Houriat Ali Benflis declara unirse al llamamiento. El presidente de Jil Jadid, Soufiane Djilali, y Mostefa Bouchachi se suman al llamamiento, pero en general hay poca respuesta por parte de otros partidos políticos y manifestantes. El 22 de mayo, Taleb Ibrahimi pide la aplicación de los artículos 7 y 8 de la Constitución y el respeto de la "legalidad objetiva" en detrimento de la "legalidad formal".
En cuanto al Viceministro de Defensa, Gaid Salah, se niega, en una declaración del 20 de mayo de 2019, a responder a este llamamiento, afirmando que el ejército "se ha comprometido a no formar parte de este diálogo iniciado"  además de subrayar su compromiso de celebrar las elecciones presidenciales, sin mencionar la fecha del 4 de julio y declara que "la celebración de elecciones presidenciales pondrá fin a todos aquellos que quieren perpetuar esta crisis".
Al mismo tiempo, docenas de asociaciones y organizaciones sindicales dicen que están listas para celebrar una conferencia nacional para  "discutir el contenido de la transición, los mecanismos para presentar una alternativa que se presentará a la sociedad, los partidos políticos y el poder", el principio es "involucrar a aquellos que forman parte de la ruptura con el sistema, que rechazan las elecciones del 4 de julio y que plantean la transición sin las figuras del régimen. Reunidos el 18 de mayo de 2019, "la institución militar abrirá un diálogo franco con representantes de la sociedad civil y la clase política para encontrar una solución política consensuada". El 24 de mayo, la asociación Rassemblement actions jeunesse (RAJ) pidió "abrir un diálogo serio para avanzar hacia un período de transición democrática, que satisfaga las aspiraciones del pueblo argelino".
A nivel de partidos políticos, a partir del 22 de mayo de 2019, solo los miembros de la alianza presidencial redefinida en 2018, el Frente de Liberación Nacional (FLN), el Movimiento Popular de Argelia (AMP), el Rally Democrático Nacional ( RND) y Tadjamou Amel Al Djazäir (TAJ) se asocian con la declaración de Gaid Salah. En abril, Abdelaziz Belaid, presidente del Frente El Moustakbal (FM), dijo que se adhirió a una aplicación estricta de la Constitución, rechazó cualquier forma de transición y se declaró listo para participar en las elecciones presidenciales previstas para el 4 de julio de 2019. El Movimiento de la Sociedad para la Paz (MSP) pide unas elecciones presidenciales "libres y transparentes, organizadas por un organismo nacional independiente en una fecha distinta a la establecida del 4 de julio en un período de transición que abarque los próximos 6 meses"  . El Frente de las Fuerzas Socialistas (FFS), con declaraciones de su primer secretario nacional Hakim Belahcel, el 19 de mayo, llama a una "conferencia nacional de concentración y de diálogo" para lograr "un verdadero pacto político consensuado que definiró posteriormente los marcos del proceso de transición democrática en el país". En un comunicado emitido el 18 de mayo, la Agrupación por la Cultura y la Democracia (RCD) denunció "la terquedad del poder empeñado en organizar unas elecciones presidenciales el 04 de julio de 2019, pilotado de principio a fín por un personal político relacionado directamente con el fraude electoral". En mayo, Fethi Ghares, portavoz del Movimiento Democrático y Social (MDS), se pronunció a favor de un "periodo de transición que podría extenderse a dos años" después de "la salida de todas las figuras que encarnan el sistema actual" período caracterizado por la instalación de una "presidencia compuesta por cuatro o cinco personalidades independientes y consensuadas".

### Tercer proceso electoral
El 20 de septiembre, veinte alcaldes de la wilaya de Béjaïa anunciaron su negativa a organizar las votaciones.  El 24 de septiembre fueron seguidos por los de la wilaya de Tizi Ouzou, elevando a 110 el número de municipios que boicotearon la votación. El alcalde de Ouled Rached ( wilaya de Bouira ) hace lo mismo.
Por su parte como reacción a las amplias manifestaciones Soufiane Djilali hace un llamamiento a cancelar las elecciones.
El 27 de septiembre, tres miembros de la Comisión Electoral de Yakouren presentaron la dimisión.
El 30 de septiembre, en Issers ( wilaya de Boumerdes ), los residentes impiden la instalación de la confluencia local de la comisión electoral. Al día siguiente, los habitantes de Djaafara ( Bordj Bou Arreridj ) cierran una oficina de voto
El 7 de octubre, el periodista y activista Saïd Boudour, arrestado en Orán, es puesto en libertad en espera de juicio, acusado de "incitación al boicot".
El 15 de octubre, varias personalidades, incluido el ex primer ministro Ahmed Benbitour, el exministro de Relaciones Exteriores Ahmed Taleb Ibrahimi, el exministro de Cultura Abdelaziz Rahabi y el exministro de Educación Ali Benmohamed, al igual que los abogados Ali Yahia Abdennour y Abdelghani Badi, y los académicos Nacer Djabi y Louisa Ait Hamadouche, llaman a "una nueva lectura de la realidad", con medidas de apaciguamiento, de apertura democrática, con la salida de los dignatarios del régimen, además de celebrar las elecciones presidenciales después de un diálogo.

## Candidaturas presentadas al órgano electoral
La fecha límite para presentar una solicitud para la elección presidencial del 12 de diciembre al 26 de octubre de 2019. Se declara oficialmente un total de 23 candidatos, incluidos:
- Ali Benflis ( 75 ans, presidente del partido Avant Garde des Libertés, exjefe de gobierno, candidato dos veces decepcionado en las elecciones presidenciales de 2004 y 2014)
- Abdelaziz Belaid, (56, Secretario General del Frente El Moustakbal );
- Ali Zeghdoud (más de 80 ans, presidente del partido argelino Rassemblement RA)
- Abdelmadjid Tebboune ( 73 ans, ex wali y varias veces ministro y primer ministro solo una vez)
- Azzedine Mihoubi (60 años, presidente en funciones del Rally Democrático Nacional (Argelia), exministro de Cultura)
- Abdelkader Bengrina (57, presidente del partido El Binaa, exministro de Turismo);
- Abderrezak Habirat;
- Djamal Abbas, académico;
- Mourrad Arroudj, presidente de Efferah;
- Aissa Belhadi, presidenta del Gobierno de Front de la bonne;
- Ali Sekouri;
- Belkacem Salhi, (49, presidente de la Alianza Nacional Republicana );
- Abdelhakim Hamadi, empresarios;
- Souleymen Bakhlili, periodista;
- Abderrahamane Arrar, Coordinador de las Fuerzas Civiles para el Cambio;
- Kerchi Noui;
- Raouf Aieb;
- Abdelmoumin Nadjeh;
- Bellabes Layadi;
- Mohamed Bouanouina;
- Fares Mesdour, economista

## Candidatutas aprobadas oficialmente por el órgano electoral
La autoridad de control electoral dio a conocer el 2 de noviembre el nombre de los 5 candidatos aceptados por cumplir los requisitos exigidos:
- Abdelmadjid Tebboune  ex-primer ministro
- Ali Benflis ex-primer ministro y exministro de Justicia.
- Azzedine Mihoubi ministro de cultura de 2015 a 2019, periodista y escritor
- Abdelkader Bengrina exministro de turismo, miembro del movimiento islamista El Binaa
- Abdelaziz Belaïd, exdiputado por el FLN y presidente del partido Frente El Moustakbal

## Análisis
A pesar de que una mayoría de población en Argelia se opone a la celebración de las elecciones presidenciales en estas condiciones, una parte renuncia por razones de estabilidad y ante el temor de una futura crisis económica.

## Resultados
Los resultados preliminares mostraron que el ex primer ministro y ministro de Vivienda, Abdelmadjid Tebboune, ganó las elecciones en la primera ronda, aventajando a su oponente más cercano (Abdelkader Bengrina, del partido islamista El Binaa) por más del 40% de los votos válidos. La participación de poco menos del 40% fue la más baja de las elecciones presidenciales argelinas celebradas desde la independencia, principalmente debido al boicot tanto de los ciudadanos como de partidos políticos. La Agrupación por la Cultura y la Democracia estimó que la participación era cinco veces menor, en un 8%. La baja participación, así como el número relativamente alto de votos anulados, fue visto como una continuación de las protestas a favor de la democracia que precedieron a la renuncia de Abdelaziz Bouteflika, ya que todos los candidatos aprobados en las elecciones fueron vistos como miembros del establishment político.
| Candidato                            | Candidato                            | Partido                                | Votos      | %     |
| ------------------------------------ | ------------------------------------ | -------------------------------------- | ---------- | ----- |
|                                      | Abdelmadjid Tebboune                 | Independiente                          | 4,945,116  | 58.15 |
|                                      | Abdelkader Bengrina                  | El Binaa                               | 1,477,735  | 17.38 |
|                                      | Ali Benflis                          | Talaie El Houriyate                    | 896,934    | 10.55 |
|                                      | Azzedine Mihoubi                     | Agrupación Nacional para la Democracia | 617,753    | 7.26  |
|                                      | Abdelaziz Belaïd                     | Frente El Moustakbal                   | 566,808    | 6.66  |
| Votos anulados                       | Votos anulados                       | Votos anulados                         | 1,243,458  | –     |
| Votos en disputa                     | Votos en disputa                     | Votos en disputa                       | 11,588     | –     |
| Total de votos válidos               | Total de votos válidos               | Total de votos válidos                 | 8,504,346  | 100   |
| Total (válidos + anulados)           | Total (válidos + anulados)           | Total (válidos + anulados)             | 9,759,392  |       |
| Votantes registrados y participación | Votantes registrados y participación | Votantes registrados y participación   | 24,474,161 | 39.88 |
| Fuente: APS                          |                                      |                                        |            |       |